# Daisuki da yo.
Singles de Ai Ōtsuka
Kingyo Hanabi
(2004) Kuroge Wagyu Joshio Tan Yaki 680 Yen
(2005)
Daisuki da yo. (大好きだよ。) est le 6e single de Ai Ōtsuka sorti sous le label Avex Trax le 20 octobre 2004 au Japon. Il atteint la 3e place du classement de l'Oricon, et reste classé pendant 18 semaines, pour un total de 156 844 exemplaires vendus.
Daisuki da yo. a été utilisé comme thème musical pour le drama Tokio ~Chichi e no Dengon~. Daisuki da yo. se trouve sur les 2 compilations, Ai am BEST et Love Is Best, et sur l'album Love Jam où se trouve également Friends.

## Liste des titres
| 1. | Daisuki da yo. (大好きだよ。)                                    | 4:43 |
| 2. | Friends -Sakaban ver.- (フレンズ -サバカン ver.-)                | 4:39 |
| 3. | Daisuki da yo. (instrumental) (大好きだよ。)                     | 4:45 |
| 4. | Friends -Sakaban ver.- (instrumental) (フレンズ -サバカン ver.-) | 4:37 |

| 1. | Daisuki da yo. (大好きだよ。) |  |

### Interprétations à la télévision
- Music Station Super Live (8 octobre 2004)
- Music Fighter (22 octobre 2004)
- Utaban (28 octobre 2004)
- CDTV (30 octobre 2004)
- Pop Jam (13 novembre 2004)
- Bokura no Ongaku (21 novembre 2004)
- Hey! Hey! Hey! (27 novembre 2004)
- 19th Japan Gold Disc Award (18 mars 2005)
- Music Japan (6 avril 2007)